# تیم ملی والیبال زنان تایلند
تیم ملی والیبال زنان تایلند تیم ملی والیبال زنان کشور تایلند است.